# Onthophagus binodis
Onthophagus binodis — вид жуків родини пластинчастовусих (Scarabaeidae).

## Поширення
Вид поширений у вологих регіонах Південної Африки. Завезений в Австралію та Гаваї, щоб переробляти перегній великої рогатої худоби.

## Опис
Жук завдовжки 10,0–15,0 мм. Тіло овальної форми, чорного забарвлення. Голова не має рогів у обох статей; самки та самці із зігнутим хребтом біля основи голови. Очний кантус не повністю розділяє око. Пронотум самця спереду з горбоподібним відростком. Скутеллум відсутній.

## Спосіб життя
Жуки риють нірки під гнойовими купами і потім заповнюють їх гноєм. Розвивається по одній личинці в кожній нірці.